# Peromyia viklundi
Peromyia viklundi är en tvåvingeart som beskrevs av Jaschhof 1997. Peromyia viklundi ingår i släktet Peromyia och familjen gallmyggor. Inga underarter finns listade i Catalogue of Life.